# Mega-Pământ

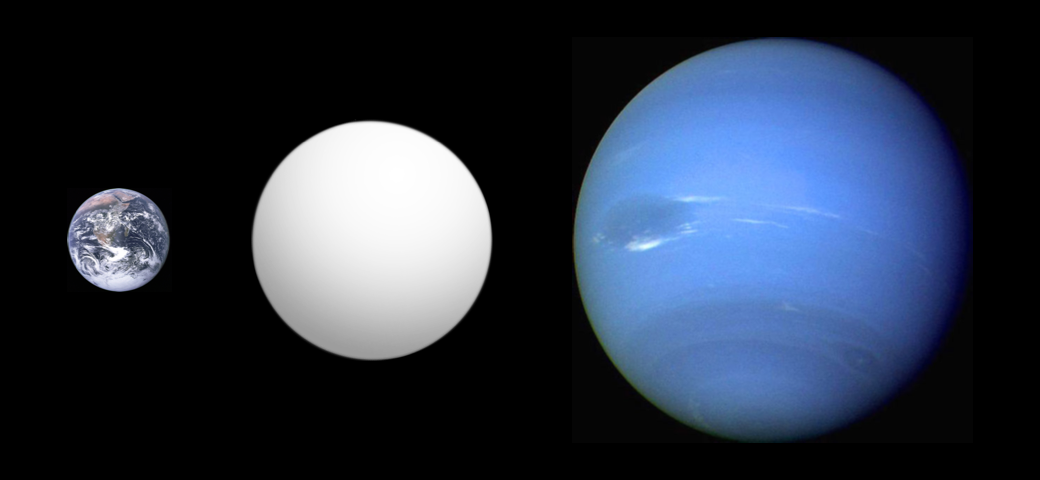
Compararea dimensiunilor Terra, Kepler-10c și Neptun

Un mega-Pământ este o exoplanetă telurică masivă care are de cel puțin zece ori masa Pământului. Planetele mega-Pământ sunt substanțial mai masive decât planetele super-Pământ (planete telurice și planete ocean cu mase în jurul a 5-10 Pământuri). Termenul „mega-Pământ” a fost inventat în 2014, când s-a dezvăluit că planeta Kepler-10c este o planetă cu masa similară lui Neptun și cu o densitate considerabil mai mare decât cea a Pământului. Cu toate acestea, s-a stabilit încă de atunci că este o planetă bogată în volatili.

## Example
Kepler-10c a fost prima exoplanetă clasificată ca mega-Pământ. La momentul descoperirii sale, se credea că are o masă de aproximativ 17 ori mai mare decât a Pământului (M🜨) și o rază de aproximativ 2,3 ori mai mare decât cea a  Pământului, oferindu-i o densitate ridicată care implica o compoziție în principal stâncoasă. Cu toate acestea, mai multe studii de urmărire a vitezei radiale au produs rezultate diferite pentru masa lui Kepler-10c, toate mult sub estimarea inițială de 17 M🜨. În 2017, o analiză mai atentă folosind date de la mai multe telescoape și spectrografe diferite a constatat că Kepler-10c are cel mai probabil în jurul valorii de 7.4 M🜨, făcându-l un mini-Neptun bogat în volatili și nu un mega-Pământ.
K2-56b este mult mai probabil un mega-Pământ, cu aproximativ 16 M🜨 și 2.2 R🜨. La momentul descoperirii sale în 2016, avea cele mai mari șanse de a fi o planetă stâncoasă pentru o planetă de dimensiunea sa, cu o probabilitate posterioară de 0,43 că este suficient de densă pentru a fi telurică. Pentru comparație, la momentul respectiv probabilitatea corespunzătoare pentru Kepler-10c a fost calculată ca 0,1 și 0,002 pentru Kepler-131b.
Kepler-145b este una dintre cele mai masive planete clasificate ca mega-Pământ, cu o masă de 37.1 M🜨 și o rază de 2.65 R🜨, atât de mare încât ar putea aparține unei subcategorii de mega-Pământuri cunoscută sub numele de planete terestre supermasive. Probabil are o compoziție asemănătoare Pământului de rocă și fier, fără substanțe volatile. Un mega-Pământ similar, K2-66b, are o masă de aproximativ 21.3 M🜨 și o rază de aproximativ 2.49 R🜨 și orbitează o stea subgigantă. Compoziția sa pare să fie în principal rocă cu un miez mic de fier și o atmosferă de abur relativ subțire.
Kepler-277b și Kepler-277c sunt o pereche de planete care orbitează aceeași stea, ambele considerate a fi mega-Pământuri cu mase de aproximativ 87.4 M🜨 și 64.2 M🜨 și raze de aproximativ 2.92 R🜨 și respectiv 3.36 R🜨.